# Grand Bay
Grand Bay é uma Região censo-designada localizada no estado americano do Alabama, no Condado de Mobile.

## Demografia
Segundo o censo americano de 2000, a sua população era de 3918 habitantes.

## Geografia
De acordo com o United States Census Bureau, a localidade tem uma área de 22,5 km², dos quais 22,4 km² cobertos por terra e 0,1 km² cobertos por água. Grand Bay localiza-se a aproximadamente 2 m acima do nível do mar.

## Localidades na vizinhança
O diagrama seguinte representa as localidades num raio de 24 km ao redor de Grand Bay.